# Contea di Powell (Kentucky)
La contea di Powell in inglese Powell County è una contea dello Stato del Kentucky, negli Stati Uniti. La popolazione al censimento del 2000 era di 13 237 abitanti. Il capoluogo di contea è Stanton